# Comissió Internacional de Juristes
La Comissió Internacional de Juristes (CIJ) és una organització no governamental internacional, amb seu a Ginebra (Suïssa). L'any 1952 va ser creada a Berlín (Alemanya) de mà del jurista alemany Walter Linse, president de l'Associació de Juristes Alemanys Lliures. La seva finalitat és protegir i promoure els drets humans i l'imperi de la llei. Està formada per 60 juristes veterans, de tots els països del món i amb representants de totes les professions jurídiques. Inclou a jutges, advocats, professors de dret, assessors jurídics, etc. Té 37 seccions nacionals i 45 organitzacions afiliades a tot el món.
La CIJ es va adjudicar el primer Premi dels Drets Humans del Consell d'Europa l'any 1980, el Premi de la Pau Wateler de la Fundació Carnegie el 1984, el Premi Erasmus de la Paremium Erasmianum Foundation el 1989 i el Premi de les Nacions Unides per als Drets Humans el 1993. La CIJ també va ser designada el 1987 com a Missatger de la Pau de l'Assemblea General de Nacions Unides com a part del seu Any Internacional de la Pau. L'abril de 2013 obtingué el Premi Llum de la Veritat atorgat pel Dalai Lama i la Campanya Internacional pel Tibet. El premi s'atorga a organitzacions que han fet contribucions substancials a la causa tibetana.
L'entitat té estatus consultiu davant del Consell Econòmic i Social de les Nacions Unides (ECOSOC), l'Organització de les Nacions Unides per a l'Educació, la Ciència i la Cultura (UNESCO), el Consell d'Europa i la Unió Africana. La CIJ també manté relacions de cooperació amb diversos òrgans de l'Organització d'Estats Americans.